# Wolfgang Duchkowitsch
Wolfgang Duchkowitsch (* 20. November 1942 in Wien) ist ein österreichischer Bibliothekar, Publizistik- und Kommunikationswissenschaftler und Hochschullehrer.

## Leben und Wirken
Wolfgang Duchkowitsch absolvierte zunächst die Ausbildung für den gehobenen Bibliotheksdienst an der Österreichischen Nationalbibliothek und legte dort 1969 die Fachprüfung hierfür ab. Weiterhin war er dann in dieser Bibliothek im Bereich der Formalerschließung tätig und betreute die Bibliothek der Diplomatischen Akademie, studierte aber außerdem von 1972 bis 1979 an der Universität Wien Publizistik - und Kommunikationswissenschaft sowie Kunstgeschichte. Im Jahre 1979 promovierte er bei Marianne Lunzer. Zugleich legte er die Fachprüfung für den höheren Bibliotheksdienst ab. Von 1980 bis 1984 arbeitete Duchkowitsch als Ausbildungsleiter und Referent für die Öffentlichkeitsarbeit an der Österreichischen Nationalbibliothek, von 1986 bis 1991 leitete er dort die Forschungsabteilung. Seit 1991 betreute er die Bibliothek des Instituts für Publizistik- und Kommunikationswissenschaft in Wien. Ab 1980 lehrte er an diesem Institut, vor allem im Bereich der Medien- und Kommunikationsgeschichte, legte wissenschaftliche Veröffentlichungen vor und betreute Doktoranden und Diplomanden. Zugleich trat er als Mitbegründer bzw. Mitherausgeber von medienwissenschaftlichen Zeitschriften hervor. Im Jahre 1997 habilitierte sich Duchkowitsch an der Universität Wien und lehrte hier seitdem als Universitätsdozent. Schließlich wirkte er als administrativer Leiter des Ludwig-Boltzmann-Instituts für neuere österreichische Kommunikationsgeschichte und Präsident des Österreichischen Instituts für Bibliotheksforschung, Dokumentations- und Informationswesen.

## Veröffentlichungen (Auswahl)
- Medien- und Kommunikationsforschung (= Fachinformationsführer / Bundesministerium für Wissenschaft und Forschung, Bd. 4). Böhlau, Wien 1984, ISBN 3-205-06104-7.
- Mediengeschichte zwischen Historie und Soziologie. Auf dem Weg von innen nach außen. In: Wolfgang Duchkowitsch (Hrsg.): Mediengeschichte. Forschung und Praxis. Festgabe für Marianne Lunzer-Lindhausen zum 65. Geburtstag. Böhlau, Wien 1985, S. 37–50, ISBN 3-205-07234-0.
- (Mitautor): Manfred Bobrowski (Hrsg.): Medien- und Kommunikationsgeschichte. Ein Textbuch zur Einführung (= Studienbücher zur Publizistik- und Kommunikationswissenschaft, Bd. 6). Braumüller, Wien 1987, ISBN 3-7003-0983-X.
- (Mitautor): Otto Mazal (Red.): Ein Weltgebäude der Gedanken. Die Österreichische Nationalbibliothek. Akademische Druck- und Verlagsanstalt, Graz 1987, ISBN 3-201-01355-2.
- (Mithrsg.): Die veruntreute Wahrheit. Hitlers Propagandisten in Österreich '38 (= Schriftenreihe des Arbeitskreises für Historische Kommunikationsforschung, Bd. 1). O. Müller, Salzburg 1988, ISBN 3-7013-0750-4.
- (Hrsg.): Kreativität aus der Krise. Konzepte zur gesellschaftlichen Kommunikation in der Ersten Republik. Festschrift für Marianne Lunzer-Lindhausen. Literas-Universitäts-Verlag, Wien 1991, ISBN 3-85429-111-6.
- (Hrsg.): Zeitungs-Los. Essays zu Pressepolitik und -konzentration in Österreich. Müller, Salzburg 1992, ISBN 3-7013-0830-6.
- (Mithrsg.): Zeitungen im Wiener Fin de siècle. Oldenbourg, München 1997, ISBN 3-486-56317-3.
- (Mithrsg.): Journalismus als Kultur. Analysen und Essays. Westdeutscher Verlag, Opladen 1998, ISBN 978-3-531-13258-7.
- (Hrsg.): Die österreichische NS-Presse 1918–1933. Bestandsaufnahme und Dokumentation (= Schriften des Ludwig-Boltzmann-Instituts für Neuere österreichische Kommunikationsgeschichte, Bd. 2). Literas-Univ.-Verlag, Wien 2001, ISBN 3-85429-172-8.
- (Hrsg.): Die Spirale des Schweigens. Zum Umgang mit der nationalsozialistischen Zeitungswissenschaft. Lit, Münster 2004, ISBN 3-8258-7278-5.
- (Hrsg.): Journalistische Persönlichkeit. Fall und Aufstieg eines Phänomens (= Öffentlichkeit und Geschichte, Bd. 3). Halem, Köln 2009, ISBN 3-938258-82-9.
- Medien. Aufklärung – Orientierung – Missbrauch. Vom 17. Jahrhundert bis zu Fernsehen und Video (= Kommunikation, Zeit, Raum, Bd. 3). Lit, Wien 2014, ISBN 978-3-8258-7475-9.
- (Hrsg.): Emil Löbl / Kultur und Presse (= Reihe ex libris Kommunikation, N.F., Bd. 19). Nomos, Baden-Baden 2017, ISBN 978-3-8487-3961-5.
- "Bebend standen sie zueinander". Die Rezeption der "Führer"-Rede vom 26. September 1938. In: Peter Becher (Hrsg.): Hörfunk und Hörfunkpolitik in der Tschechoslowakei und im Protektorat Böhmen und Mähren. Frank & Timme, Berlin 2017, S. 91–103, ISBN 978-3-7329-0277-4.
- (Mithrsg.): Frauen.Medien.Krieg (= Kommunikation, Zeit, Raum, Bd. 6). Lit, Wien 2020, ISBN 978-3-643-50731-0.